# Amani Byrasagara, Gudibanda
Amani Byrasagara là một làng thuộc tehsil Gudibanda, huyện Kolar, bang Karnataka, Ấn Độ.